# 切爾沃諾伊萬尼夫卡
48°22′57″N 34°17′14″E / 48.38250°N 34.28722°E
切爾沃諾伊萬尼夫卡（烏克蘭語：Червоноіванівка）是烏克蘭中部的村莊，隸屬第聶伯羅彼得羅夫斯克州卡姆揚斯凱區的克里尼奇基市鎮。該村面積3.4平方公里，海拔高度128米，2001年人口858，人口密度每平方公里252.35人。